# Ambrosi Carrion i Juan
Ambrosi Carrion i Juan   (Sant Gervasi de Cassoles, 1888 - Cornellà de Conflent, 28 de novembre de 1973) fou un dramaturg, poeta i novel·lista barceloní.

## Biografia
Es doctorà en filosofia i lletres a la Universitat de Barcelona, però es dedicà a la literatura. Les seves primeres influències foren Gerhart Hauptmann i Gabriele d'Annunzio. Contemporani de Josep Maria de Sagarra, adaptà al teatre obres de clàssics d'Èsquil, Carlo Goldoni, William Shakespeare i Alfred de Musset.
Fou fundador d'El Teatre Català el 1912 i professor a l'Escola Catalana d'Art Dramàtic de Barcelona des del 1913. També fou president de l'Ateneu Enciclopèdic Popular de Barcelona, director dels Estudis Universitaris per a Obrers de la Universitat de Barcelona (1933) i durant la guerra civil espanyola director del Teatre de Guerra de la Generalitat de Catalunya. En acabar la guerra marxà a l'exili i fixà la residència a París, on fou president del Casal de Catalunya de París i on continuà escrivint i estrenant. També fou membre de la redacció de la Revista de Catalunya. El 1967 fou nomenat president de la Federació d'Entitats Catalanes a l'Exili i a l'Emigració (FECEE), càrrec que exercí fins a la seva mort.

## Obres
- 1906 “La filla del marxant”, “El torrent de les fades”, estrenades al Teatre Principal (Barcelona) dintre dels Espectacles i Audicions Graner, les dues amb música d'Amadeu Cristià i Rotches
- 1908 “Agar”, drama líric de tema bíblic
- 1910 “Una posta”, “Testa d'or”, publicades el 1913, amb influència de Maurice Maeterlinck
- 1911 “Tribut al mar”, tragèdia de tendència classicista
- 1912 “El fill de Crist”, tragèdia en un acte, estrenada al Teatre Principal (Barcelona), per Margarida Xirgu; Epitalami, primera peça de la trilogia “La sort”, adaptada com a òpera el 1936
- 1913 Periandre, estrenada en castellà al Teatre Romea, tragèdia en tres actes; escriu “L'estàtua d'or
- 1915 El mal traginer i La núvia verge, segona i tercera part de “La sort; publica “Els esclops de la sort”, per a nens, amb música d'E. Rossich; “Les danàides”, inèdita.
- 1916 “La badia de la mort”, estrenada al Coliseu Pompeia, episodi dramàtic en un acte.
- 1917 “Clitemnestra”, estrenada en castellà a Madrid, per María Guerrero.
- 1918 “Cap de flames”, tragèdia en vers; “L'altre fill”, drama en prosa; “Mireia”, a partir del poema de Frederic Mistral.
- 1920 La miraculosa, estrenada a Figueres.
- 1922 “Patria”, poema presentat als Jocs Florals de Barcelona de 1922.[2]
- 1924 “La tragèdia d'un pobre home”, obra narrativa (Barcelona: La Novel·la d'Ara, 1924).
- 1925 “Una joventut”, novel·la; El fogueral, drama en tres actes i en prosa; “Temps ençà... temps enllà”, farsa escrita en col·laboració amb Enric Lluelles.
- 1926 “La verge de la nit”.
- 1927 “L'ombra”, drama psicològic.
- 1928 “Niobe”, poema dramàtic, amb dansa i recitació, estrenat per Àurea de Sarrà; “La força cega”, basada en la cançó "El testament d'Amèlia" (no s'estrenarà fins al 1933, al Teatre Mossèn Cinto); escriu la primera part deComte l'Arnau”.
- 1929 “Pirateria”, poema dramàtic, estrenada al Teatre Romea; “Poema del port”, estrenat a l'Associació de Teatre Selecte.
- 1930 “Molock, l'inventor”, molt influïda per Ibsen, estrenada al Teatre Romea; “Mediterrània”, poema líric amb música d'Eusebi Bosch i Humet, estrenat al Teatre Grec de Barcelona; “Fedra”, tragèdia, estrenada al Teatre Grec.
- 1933 Guions cinematogràfics per a “Flor de otoño”i “Niobe”.
- 1935 “A posta de sol
- 1936 “La flama i el vent”, drama en tres actes, inèdit.
- 1939 “Els camins d'Antígona”, estrenat a Buenos Aires el 1940.
- 1940 “L'hereu Riera”, estrenada a Tolosa de Llenguadoc; escriu amb Ramon Vinyes “El misteri de Santa Eròfila”, farsa.
- 1941 “Fam de terra
- 1945 “Nit d'embruixament”, estrenada a París el 1950.
- 1948 “Els corbs”, guanyadora del Premi Ignasi Iglésias als Jocs Florals de París.
- 1949 “La dama de Reus”, Premi Ignasi Iglésias als Jocs Florals de 1950.[3]
- 1951 “L'adveniment del Mesies”, drama bíblic.
- 1952 “L'aplec”, sobre el primer cant de “Canigó”de Jacint Verdaguer; “Malefici”.
- 1954 “Beneït és el fruit”, drama.
- 1959 “L'àngel negre”.
- 1963-1967 “Judith”.
- 1967 “La companyia invisible”, llibre de poemes, publicat a París.
- 1972 “Comte l'Arnau”, publicació de l'obra completa (Barcelona: Publicacions de l'Abadia de Montserrat)